# Försjön (Hults socken, Småland)
Försjön är en sjö i Eksjö kommun i Småland och ingår i Emåns huvudavrinningsområde. Sjön är 27 meter djup, har en yta på 2,37 kvadratkilometer och är belägen 216 meter över havet. Sjön avvattnas av vattendraget Pauliströmsån. Vid provfiske har bland annat abborre, bergsimpa, gädda och lake fångats i sjön.

## Delavrinningsområde
Försjön ingår i det delavrinningsområde (639300-145909) som SMHI kallar för Utloppet av Försjön. Avrinningsområdets medelhöjd är 248 meter över havet och ytan är 17,65 kvadratkilometer. Det finns inga delavrinningsområden uppströms utan avrinningsområdet är högsta punkten. Pauliströmsån som avvattnar avrinningsområdet har biflödesordning 2, vilket innebär att vattnet flödar genom totalt 2 vattendrag innan det når havet efter 164 kilometer. Delavrinningsområdet består mestadels av skog (73 procent). Avrinningsområdet har 2,43 kvadratkilometer vattenytor vilket ger det en sjöprocent på 13,8 procent.

## Fisk
Vid provfiske har följande fisk fångats i sjön:
- Abborre
- Bergsimpa
- Gädda
- Lake
- Mört
- Siklöja